# Parabel'skij rajon
Il Parabel'skij rajon (in russo Парабельский район?) è un rajon dell'Oblast' di Tomsk, in Russia; il capoluogo è Parabel'. Istituito nel 1935, ricopre una superficie di 35.845,69 chilometri quadrati.